# Índex de misèria
En economia, l'índex de misèria és un indicador creat per Arthur Okun i que es calcula com la suma dels índexs d'atur i la d'inflació.
A vegades se li atribueix incorrectament l'economista Robert Barro.

## Importància econòmica
Quan la taxa d'atur és baixa però la inflació és elevada, els bancs centrals poden augmentar els tipus d'interès. Aquesta política té un efecte negatiu sobre l'ocupació però contribueix a reduir la inflació. Al revés, si la taxa d'atur és elevada però la inflació és reduïda, una baixada de tipus pot ajudar a reduir la desocupació encara que, com a contrapartida, s'incrementi la taxa d'inflació.
No obstant això, quan ambdues taxes són elevades (i, per tant, també ho és l'índex de misèria) el banc central queda sense instruments per a la direcció de la política econòmica.